# Трамп, Иванка
Иванка Трамп (Ива́на Мари́ Трамп, англ. Ivana Marie «Ivanka» Trump; род. 30 октября 1981 года, Нью-Йорк, США) — американская предпринимательница, фотомодель, писательница. Дочь 45-го и 47-го президента США Дональда Трампа.

## Биография

### Ранние годы
Родилась в семье бизнесмена Дональда Трампа и чешской модели Иваны Трамп, родители были женаты в 1977—1992 годах. У Иванки есть двое родных братьев, старший — Дональд Джон Трамп-младший (род. 1977) и младший Эрик Фредерик Трамп (род. 1984), а также единокровные сестра и брат — Тиффани Ариана Трамп (род. 1993, от брака её отца с Марлой Мейплз) и Бэррон Уильям Трамп (род. 2006, от брака её отца с Меланией Трамп).
В подростковом возрасте увлекалась творчеством группы Nirvana.

### Образование
Окончила Chapin School и колледж Choate Rosemary Hall, два года училась в Джорджтаунском университете, но в последующие годы была переведена в Пенсильванский университет, который окончила с отличием и степенью бакалавра в области экономики в 2004 году.

## Карьера

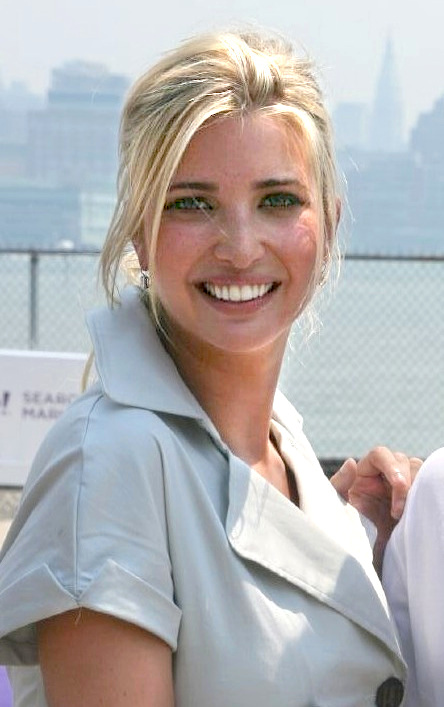
Иванка Трамп (2007)

Начала карьеру в качестве фотомодели, появлялась в печатных рекламных материалах для брендов одежды Tommy Hilfiger и Sasson Jeans. В 1997 году появилась на обложке журнала Seventeen, после этого снималась для многих других журналов. С началом 2000-х годов начала отдавать модельному делу всё меньше и меньше времени, сконцентрировавшись на деловой карьере  и литературной деятельности. Одно из последних её появлений на обложке журнала было в сентябре 2007 года — в журнале Stuff.
В 2007 году заняла 83-е место в рейтинге журнала Maxim «Maxim Hot 100», также заняла 99-е место в рейтинге «Top 99 Women of 2007».
Почти сразу после окончания экономической школы Пенсильванского университета вошла в высший эшелон менеджеров компании к Forrest City, занимающейся недвижимостью. С 2005 года была исполнительным вице-президентом по развитию и приобретениям в The Trump Organization. В 2007 году перешла на работу в отдел маркетинга компании Dynamic Diamond, специализирующейся на продаже бриллиантов. Позже основала собственную фирму по производству ювелирных украшений Ivanka Trump Fine Jewelry. Вскоре фирма стала производить также и обувь, которую в качестве манекенщицы сама рекламировала.
В октябре 2016 года единственный специализированный розничный магазин Ivanka Trump Fine Jewelry был расположен в Трамп-тауэре на Манхэттене. Бренд был доступен в магазинах Hudson's Bay и мелких торговых объектах на всей территории США и Канада Канады, а также в Бахрейне, Кувейте, Катаре, Саудовской Аравии и Объединенных Арабских Эмиратах.
В 2018 году объявила о закрытии бренда Ivanka Trump чтобы полностью сконцентрироваться на работе в качестве советника президента на безвозмездной основе.

### Телевидение
В 1997 году в возрасте 15 лет была ведущей конкурса «Юная мисс США», который частично принадлежал её отцу с 1996 по 2005 год.
В 2006 году Трамп заменила Кэролин Кепчер в пяти эпизодах пятого сезона телевизионной программы Дональда Трампа «The Apprentice». Сотрудничала с победителем пятого сезона Шоном Язбеком и помогала ему с проектом «Trump SoHo Hotel-Condominium».
Заменила Кепчер во время шестого сезона «The Apprentice» и его последующей итерации «Celebrity Apprentice».
В 2006 году она была приглашённым судьёй в третьем сезоне реалити-шоу «Проект Подиум» и в четвёртом сезоне проекта «Проект Подиум. Все звёзды».
В 2010 году Трамп и её муж появились в 6-м эпизоде 4-го сезона телесериала «Сплетница».

### Литературная деятельность
В 2009 году вышла книга Иванки под названием The Trump Card: Playing to Win in Work and Life (несколько месяцев значилась в списке бестселлеров деловой литературы).

## Политическая деятельность
В 2015 году Иванка выразила поддержку началу президентской кампании своего отца. Она принимала участие во многих митингах, организованных в его поддержку.
В январе 2016 года Трамп появилась в радиорекламе, которая транслировалась в штатах Айова и Нью-Гэмпшир, в ходе которой она поддержала кандидатуру своего отца. Иванка появилась рядом с ним по итогам досрочного голосования штатов, в частности, кратко выступая в Южной Каролине.
В июле 2016 года Иванка представила своего отца на Национальном съезде Республиканской партии. Она заявила: «Одним из величайших талантов моего отца является способность видеть в людях потенциал», и добавила, что он «сделает Америку снова великой».
В пятницу, 20 января 2017 года, она присутствовала на инаугурации Дональда Трампа в качестве 45-го президента Соединенных Штатов в Вашингтоне.

### Советник президента США
В январе 2017 года покинула должность в The Trump Organization.
29 марта 2017 года утверждена на должность советника президента США Дональда Трампа на неоплачиваемой основе; также стала главой созданного Управления экономических инициатив и предпринимательства (позднее упразднённого по решению следующей администрации).

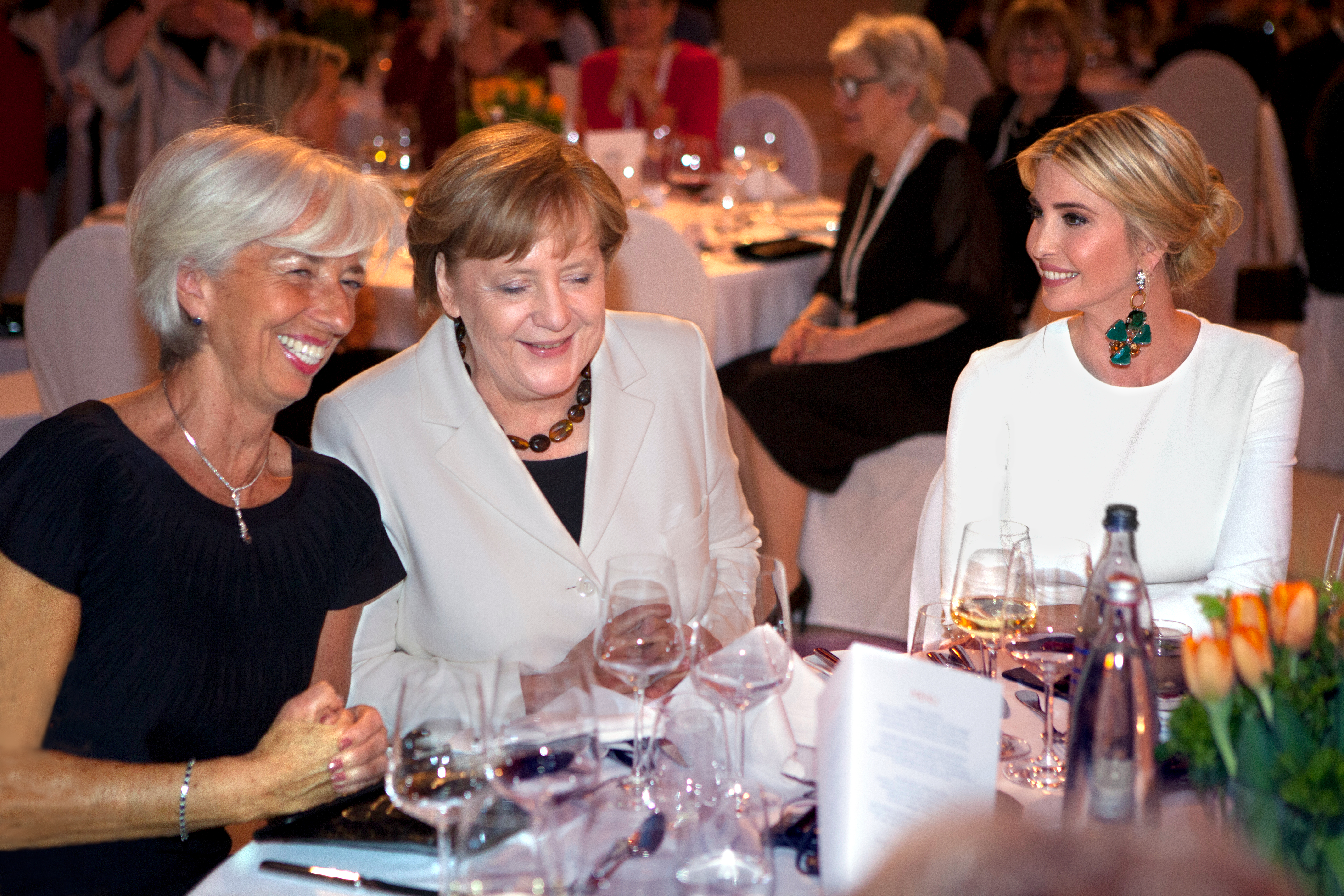
Кристин Лагард, Ангела Меркель и Иванка на вечернем ужине в рамках W20 (Берлин-2017)

В конце апреля 2017 года наняла Джули Рэдфорд в качестве главы своего штаба. До конца месяца Трамп и Рэдфорд планировали поехать с Диной Пауэлл и Хоуп Хикс на первый женский саммит W20, организуемый Национальным советом немецких женских организаций и Ассоциацией немецких женщин-предпринимателей в качестве одной из встреч, предшествующих саммиту глав государств G20 в июле[уточнить].
В мае 2018 года совместно с мужем Джаредом Кушнером приняла участие в церемонии открытия посольства США в Иерусалиме.
В конце июня 2019 года Иванка и Дональд Трамп приняли участие в саммите G20 в Осаке.
30 июня 2019 года приняла участие в переговорах между её отцом и северокорейским лидером Ким Чен Ыном в демилитаризованной зоне Корейского полуострова.
В 2019 году совершила мировое турне для продвижения своей «Инициативы по глобальному развитию и процветанию женщин», в рамках которого она посетила Эфиопию и Кот-д'Ивуар в апреле; Аргентину, Колумбию и Парагвай в сентябре; Марокко в ноябре. Она также приняла участие в 74-й Генеральной Ассамблее Организации Объединенных Наций.
В конце декабря 2019 года в интервью CBS сообщила, что «рассматривает возможность ухода из администрации после выборов в 2020 году», заявив, что «хотела бы уделять больше времени воспитанию детей».

## Благотворительность
Иванка была членом правления Фонда Дональда Трампа вплоть до его роспуска.
Трамп имеет связи с рядом еврейских благотворительных организаций, включая «Chai Lifeline», благотворительную организацию, которая помогает ухаживать за детьми, больными раком. Существует множество других благотворительных организаций, которые она поддерживает, среди них «United Hatzalah».
После того, как она была назначена советником президента, Иванка пожертвовала половину дохода от продаж своей книги «Women Who Work: Rewriting the Rules for Success» Национальной городской лиге и Клубам мальчиков и девочек Америки. Позднее она заявила, что любые последующие гонорары также будут направлены на благотворительность.

## Личное состояние
Муж Иванки Трамп Джаред Кушнер, который является старшим помощником президента Трампа, опубликовал декларацию о доходах своей семьи. Такую информацию о доходах должны публиковать ключевые сотрудники Белого дома. Причём, они сами указывают примерную стоимость своих активов. Супруги владеют активами, стоимость которых оценивается в сумму между $240 млн и $740 млн. Стоимость бизнеса Иванки Трамп по производству одежды и парфюмерии составляет $50 млн. Её доля в Trump International Hotel оценивается в $5–25 млн.

## Личная жизнь
В колледже у Иванки были четырёхлетние отношения с Грегом Хершем, инвестиционным банкиром «Salomon Brothers», «Bear Stearns» и UBS. С 2001 по 2005 год она встречалась с Джеймсом Губельманом.

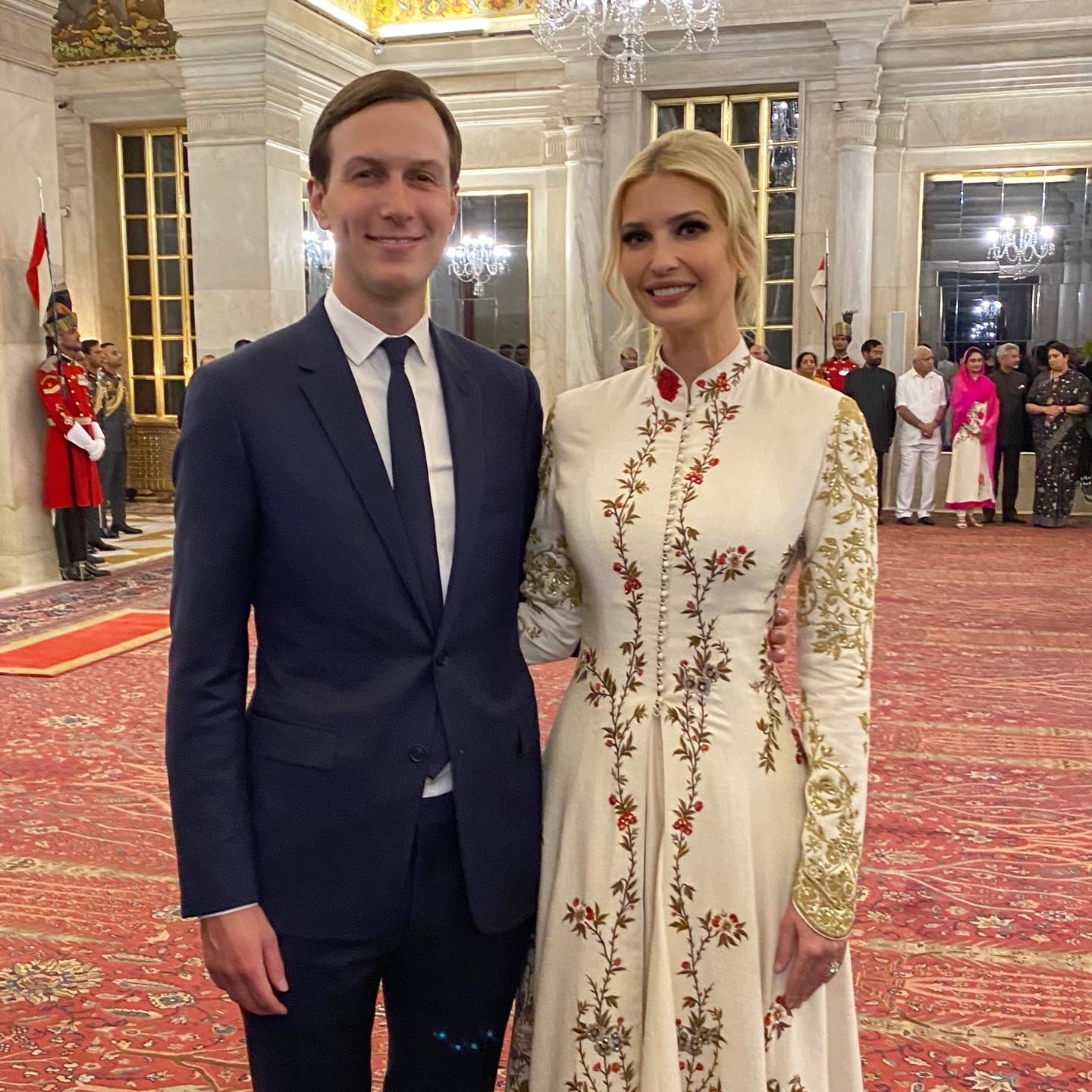
Иванка и Джаред в Президентском дворце в Индии, 2020 год

С 25 октября 2009 года Иванка замужем за миллионером Джаредом Кушнером (род. 1981), с которым она встречалась год до свадьбы. Он является сыном мультимиллиардера и одного из лидеров еврейской общины Нью-Йорка Чарльза Кушнера. Джаред Кушнер с отличием окончил университет, в 25 лет приобрёл газету New York Observer, проявил себя как талантливый редактор и к 30 годам уже был медиа-магнатом. У супругов есть трое детей: дочь Арабелла Роуз Кушнер (род. 17.07.2011) и два сына — Джозеф Фредерик Кушнер (род. 14.10.2013) и Теодор Джеймс Кушнер (род. 27.03.2016).
Прежде чем выйти замуж, Трамп приняла иудейское вероисповедание. Она прошла гиюр, приняла еврейское имя Яэль и с тех пор ведёт иудейский образ жизни.

## Избранная фильмография
| Год  |   | Русское название | Оригинальное название | Роль  |
| ---- | - | ---------------- | --------------------- | ----- |
| 2010 | с | Сплетница        | Gossip Girl           | камео |

## Награды
В 2012 году Уортонский клуб Нью-Йорка, официальная ассоциация выпускников Уортонской школы Пенсильванского университета, вручил Иванке премию Джозефа Уортона за молодое лидерство, которая является одной из четырёх ежегодных наград.
В 2016 году она была удостоена премии «Fashion Award» за выдающиеся достижения в области дизайна аксессуаров.